# Teken (wiskunde)

Plus- en minteken

Het teken is de eigenschap dat een wiskundig object positief of negatief is. Ieder reëel getal dat geen nul is, is ofwel positief ofwel negatief en heeft daarom een teken. Aan het getal nul zelf wordt in het algemeen geen teken toegekend, hoewel er situaties zijn waarin het nuttig is om nul een teken te geven. In aanvulling op de toepassing van het teken op de reële getallen, wordt het teken door de hele wiskunde gebruikt om het verschil tussen 'positiviteit en 'negativiteit', zoals het teken van een permutatie, weer te geven.
Het woord teken wordt soms ook gebruikt om te verwijzen naar de verschillende wiskundige symbolen, zoals het plus-, min- en maalteken. Er is een lijst van wiskundige symbolen.

## Teken van een getal
Van een reëel getal zegt men dat dit positief is, als het groter dan nul is, en negatief als het kleiner dan nul is. Het is in de rekenkunde gebruik het teken van een getal met een plus- of een minteken voor het getal zelf aan te geven. +3 duidt bijvoorbeeld een positieve 3, −3 een negatieve 3 aan. Wanneer er geen teken voor het getal staat, wordt ervan uitgegaan dat het om een positief getal gaat.
Het teken van ieder getal dat geen nul is kan positief worden gemaakt door er de absolute waarde van te nemen. De absolute waarde van bijvoorbeeld −3 en 3 zijn beide gelijk aan 3, dus |−3| = 3 en |3| = 3.

### Het teken van 0
Het getal nul is noch positief noch negatief, dus heeft geen teken. +0 en −0 duiden in de rekenkunde beide hetzelfde getal 0 aan.
In sommige gevallen, zoals in BCD-codes of bij one's complement-integers in de informatica, is het wel noodzakelijk in overweging te nemen om nul een teken te geven. Zonder extra aanduiding is −0 hier een ander getal dan +0. Om deze reden is two's complement, waarbij dit probleem niet speelt, algemeen gangbaar.

## Tekenfunctie

Signumfunctie

Het teken van een reëel getal staat in direct verband met de functie {\displaystyle {\mbox{sgn}}}. Deze functie heeft voor getallen met een positief teken de waarde 1 en voor getallen met een negatief teken de waarde −1. Voor het getal 0 heeft {\displaystyle {\mbox{sgn}}} de waarde 0.